# 마테오 다르미안
마테오 다르미안(이탈리아어: Matteo Darmian, 1989년 12월 2일, 레냐노 ~)는 이탈리아의 축구 선수로 포지션은 풀백, 센터백이다. 현재 세리에 A의 FC 인테르나치오날레 밀라노 소속이다.

## 클럽 경력
다르미안은 자신의 아버지 조반니가 코치로 있었던, 레스칼디나에 위치한 카르코르(Carcor)라는 아마추어 축구단에서 축구를 시작하였다. 2000년에 그는 밀란의 유소년팀에 입단하였다.
그는 2006년 11월 28일, 겨우 16살의 나이에, 코파 이탈리아에서 브레시아를 상대로한 경기에서 후반에 카하 칼라제의 교체선수로 출전하며, 로소네리 1군팀 데뷔전을 치렀다. 여섯 달 뒤인, 5월 16일에 우디네세를 상대로 후반 벤치에서 출격하며 세리에 A 데뷔전을 치렀다. 2007-08 시즌 동안에, 그는 유스팀의 리더이자 주장이 되었고, 코파 이탈리아에서 1군팀 소속으로 출전을 하기도 하였다. 19살이 되고 나서 세 번의 리그 출전을 하였다.
2009년 7월 27일에 다르미안은 2009-2010 시즌이 종료될때까지 세리에 B에 참가중이던 파도바로 임대를 떠났다. 그는 비첸차에 홈 경기에서 패배한, 11월 28일에 데뷔전을 치렀다. 그는 20경기 출전과 1골을 넣었고, 파도바가 19위로 시즌을 마쳐서, 나중에 트리에스티나와 강등 플레이오프전을 치러 승리를 거뒀다.

### 팔레르모
2010년 7월 11일에, 밀란과 팔레르모가 이적에 합의한 후에, 다르미안이 오스트리아에 있는 팔레르모의 프리시즌 캠프에 합류할 것임을 알렸다. 그 계약은 공개된 공동 소유였으며, 공식적으로 다음날에 팔레르모에 의해 알려졌다. 이적료는 80만 유로다.
그는 2010년 9월 16일에 스파르타 프라하와의 유로파 리그 경기(2-3)에서 로사네로 첫 데뷔전을 치렀다. 그는 리그 네 번째 경기인 유벤투스를 3-1로 이긴 경기에서 하비에르 파스토레와 교체하며 팔레르모 소속 첫 세리에 A 데뷔전을 치렀다. 2011년 2월 6일에 레체와의 리그 원정경기에서 첫 선발 출전을 하였지만, 33분 만에 부상으로 교체되었다. 그는 세리에 A, 유로파 리그, 코파 이탈리아를 포함하여 총 16경기에 출전하였다.

### 토리노
밀란과 팔레르모 사이의 공동 계약이 2011년 6월 23일까지 연장된 후, 그는 미래의 팀의 주장이 될 카밀 글리크와 함께 세리에 B에 참가중이던 토리노로 임대를 가게 되었다. 다르미안은 2011년 8월 13일에 열린 토리노와 루메차네의 코파 이탈리아 2차 예선전에서 토리노 소속 첫 출전을 하였다. 그의 첫 데뷔골은 시즌 16번째 경기였던 토리노-엠폴리 경기에서 넣었고, 팀의 2-1 승리를 가져다 주었다.
2011년 11월 13일에 열린, 논란이 된 바리-토리노 전에서 관절순 고통으로 인하여, 5경기를 결장하였다. 시즌이 종료하고 나서, 토리노는 세리에 A 승격 자격을 얻었고, 다르미안은 리그 33경기 출전과 코파 이탈리아 1경기에 출전하였다.
2012년 6월 20일에, 팔레르모는 밀란에서 그의 나머지 50%의 소유권을 50만 유로에 사왔고, 토리노와 82만5천 유로에 새 공동소유 계약을 맺었다. 2012-13 시즌에 그는 토리노에서 리그 30경기 출전, 코파 이탈리아 2경기 출전을 했다. On 20 June 2013, the co-ownership agreement with Palermo was resolved in favour of Torino for another €1.5 million. 2013–14 시즌에 그는 리그 37경기 출전, 코파 이탈리아 1경기 출전을 했다. 다닐로 담브로시오가 인테르나치오날레로 떠난후, 그는 팀의 왼쪽 측면을 대체하였고, 가끔 위급한 상황에는 중앙 수비수도 맡았다. 2014년 5월 18일에 그는 피오렌티나와 무승부를 거둔 경기에서 토리노 소속 100경기에 출전하였다.

### 맨체스터 유나이티드
그 후, 다르미안은 오른쪽 수비 자원을 찾고 있는 루이 판 할 감독의 구애에 맨체스터 유나이티드로 이적하였다. 계약기간은 4년에다가 1년 연장 옵션을 포함하였다.
8월 8일에 열렸던 토트넘과의 리그 개막전을 시작으로, 아스톤 빌라와의 2라운드 경기에서 안정적인 수비를 보여 극찬을 받았으며, 개리 네빌이 은퇴한 이후, 적임자를 찾아내지 못한 맨유의 걱정을 2경기 만에 종식시켰다. 이후 다르미안은 구단 홈페이지에서 진행한 투표 결과 총 42%의 지지를 얻어 2위 크리스 스몰링(35%), 루크 쇼(23%)를 제치고 1위를 차지, 8월의 선수로 선정되었다. 2016년 4월 21일 크리스탈 팰리스를 상대로 EPL 데뷔골을 기록하여 2-0 승리를 이끌었다.

### 파르마
2019년 9월 2일, 소속팀 맨체스터 유나이티드에서 주전경쟁에서 밀려 힘든 시기를 보내다 자신의 무대였던 세리에 A의 파르마로 복귀했다

## 국가대표팀 경력
프란체스코 로카 감독이 이끌던 이탈리아 U-17, 이탈리아 U-18, 이탈리아 U-19에서 뛰었다. UEFA U-19 축구 선수권 대회에서 그는 항상 오른쪽 풀백자리를 보던 선발 선수였다.
2009년에, 그는 이탈리아 U-20 소속으로 지중해 경기 대회에 참가하여, 7경기에 출전하였다. 2009년 3월 25일에, 그는 비엔나에서 열린 오스트리아와의 친선전(2-2)에서 이탈리아 U-21 데뷔전을 치렀다.
2014년 3월 10일부터 12일까지, 그는 2014년 FIFA 월드컵을 앞두고 젊은 선수들을 평가하려던 대표팀 감독 체사레 프란델리에 의해서 이탈리아 축구 국가대표팀에 소집되었고, 다음 미팅이 14일과 15일 사이에 승낙되었다. 2014년 5월 13일에 그는 2014년 FIFA 월드컵 이탈리아 예비 명단 30인에 포함되었다. 5월 31일에, 그는 아일랜드와의 친선전에서 대표팀 데뷔전을 치르며 87분을 소화하였다. 다음날 그는 이탈리아 대표팀의 최종 명단에 포함되었다.
- 2014 FIFA 월드컵
- 2016 UEFA 유로
- 2024 UEFA 유로

## 플레이 스타일
본래는 센터백이였으나, 최근에 다르미안은 비록 오른쪽 측면을 더 선호하기는 하지만, 양쪽 측면을 맡는 역동적인 풀백으로서 뛰고 있다. 그는 우수한 실력과 적극성으로 잘 알려져있다. 2012-13 시즌에, 다르미안은 유럽 5대 리그에서 경기당 가장 많은 태클(5.3회)을 하였다.

## 수상

#### 맨체스터 유나이티드
- FA컵 : 2015-16
- EFL컵 : 2016-17
- UEFA 유로파리그 : 2016-17

#### 인테르나치오날레
- 세리에 A : 2020-21, 2023-24
- 코파 이탈리아 : 2021-22, 2022-23
- 수페르코파 이탈리아나 : 2021, 2022, 2023
- UEFA 챔피언스리그 준우승 : 2022-23

### 개인
- 세리에 A 올해의 팀 : 2013-14, 2014-15
- 팔로네 아주로 : 2014

## 통계
2025년 4월 20일 업데이트.
| 소속팀              | 시즌      | 국내 리그 | 국내 리그 | 국내 컵 | 국내 컵 | 유럽클럽 대항전1 | 유럽클럽 대항전1 | 그외 토너먼트2 | 그외 토너먼트2 | 합계 | 합계 |
| 소속팀              | 시즌      | 출전      | 득점      | 출전    | 득점    | 출전             | 득점             | 출전           | 득점           | 출전 | 득점 |
| ------------------- | --------- | --------- | --------- | ------- | ------- | ---------------- | ---------------- | -------------- | -------------- | ---- | ---- |
| 밀란                | 2006–07   | 1         |           | 1       |         |                  |                  |                |                | 2    | 0    |
| 밀란                | 2007–08   |           |           | 1       |         |                  |                  |                |                | 1    | 0    |
| 밀란                | 2008–09   | 3         |           |         |         |                  |                  |                |                | 3    | 0    |
| 밀란                | 합계      | 4         | 0         | 2       | 0       | 0                | 0                | 0              | 0              | 6    | 0    |
| 파도바              | 2009–10   | 20        | 1         |         |         |                  |                  | 2              |                | 22   | 1    |
| 팔레르모            | 2010–11   | 11        |           | 1       |         | 4                |                  |                |                | 16   | 0    |
| 토리노              | 2011–12   | 33        | 1         | 1       |         | 0                |                  |                |                | 34   | 1    |
| 토리노              | 2012–13   | 30        |           | 2       |         | 0                |                  |                |                | 32   | 0    |
| 토리노              | 2013–14   | 37        |           | 1       |         | 0                |                  |                |                | 38   | 0    |
| 토리노              | 2014-15   | 33        | 2         | 1       |         | 13               | 3                |                |                | 47   | 5    |
| 토리노              | 합계      | 133       | 3         | 5       | 0       | 13               | 3                | 0              | 0              | 151  | 6    |
| 맨체스터 유나이티드 | 2015-16   | 28        | 1         | 4       |         | 7                |                  |                |                | 39   | 1    |
| 맨체스터 유나이티드 | 2016-17   | 18        |           | 4       |         | 7                |                  |                |                | 29   | 0    |
| 맨체스터 유나이티드 | 2017-18   | 8         |           | 5       |         | 3                |                  | 1              |                | 17   | 0    |
| 맨체스터 유나이티드 | 2018-19   | 6         |           | 1       |         |                  |                  |                |                | 7    | 0    |
| 맨체스터 유나이티드 | 합계      | 60        | 1         | 14      | 0       | 17               | 0                | 1              | 0              | 92   | 1    |
| 파르마              | 2019-20   | 33        | 1         | 1       |         |                  |                  |                |                | 34   | 1    |
| 파르마              | 2020-21   | 3         |           |         |         |                  |                  |                |                | 3    | 0    |
| 인테르              | 2020-21   | 26        | 3         | 3       |         | 4                | 1                |                |                | 33   | 4    |
| 인테르              | 2021-22   | 25        | 2         | 5       |         | 5                |                  | 1              |                | 36   | 2    |
| 인테르              | 2022-23   | 31        | 1         | 5       | 1       | 11               |                  | 1              |                | 48   | 2    |
| 인테르              | 2023-24   | 33        | 2         | 1       |         | 7                |                  | 2              |                | 43   | 2    |
| 인테르              | 2024-25   | 25        | 3         | 3       |         | 7                |                  | 2              |                | 37   | 3    |
| 인테르              | 합계      | 140       | 11        | 17      | 1       | 34               | 1                | 6              | 0              | 197  | 13   |
| 경력 총합           | 경력 총합 | 405       | 17        | 40      | 1       | 69               | 4                | 9              | 0              | 522  | 22   |

1UEFA 챔피언스리그, UEFA컵 / UEFA 유로파리그 그리고 UEFA 수퍼컵을 포함

2FIFA 클럽 월드컵 그리고 세리에 B 강등 플레이오프전]]을 포함